# Barekamavan
Barekamavan (in armeno Բարեկամավան?; precedentemente Kurumsulu/Dostlu) è un comune dell'Armenia di 532 abitanti (2001) della provincia di Tavush.